# (2981) Chagall
(2981) Chagall est un astéroïde de la ceinture principale.

## Description
(2981) Chagall est un astéroïde de la ceinture principale. Il fut découvert le 2 mars 1981 à Siding Spring par Schelte J. Bus. Il présente une orbite caractérisée par un demi-grand axe de 3,15 UA, une excentricité de 0,17 et une inclinaison de 0,9° par rapport à l'écliptique.

## Compléments